# Tachyporus dispar
Tachyporus dispar är en skalbaggsart som först beskrevs av Gustaf von Paykull 1789.  Tachyporus dispar ingår i släktet Tachyporus, och familjen kortvingar. Arten är reproducerande i Sverige.